# M110 (снайперська гвинтівка)
Напівавтоматична снайперська система M110 (англ. M110 Semi Automatic Sniper System; M110 SASS) — американська самозарядна снайперська гвинтівка під набій 7,62×51 мм НАТО. Розроблена американською компанією Knight's Armament Company. Має замінити снайперську гвинтівку M24.
Конструктивно подібна до SR-25/Mk 11 Mod 0, але істотно відрізняється в конструкції прикладу та монтажних рейок. Гвинтівки SR-25, Mk 11 Mod 0, та M110 створені на основі гвинтівки AR-10 Юджина Стоунера, але в їхню конструкцію внесені зміни заради підвищення влучності, надійності, та сумісності з гвинтівками AR-15.

## Історія
Напівавтоматична снайперська система M110 призначена для заміни снайперської гвинтівки M24, яку використовують снайпери, спостерігачі, марксмени або вдосконалені марксмени (англ. «advanced marksmen») підрозділів в армії США. Однак армія США продовжувала закуповувати M24 у компанії Remington до лютого 2010 року. 28 вересня 2005 року гвинтівка компанії Knight's Armament Co. перемогла у конкурсі й була обрана постачальником напівавтоматичної снайперської системи M110.
Модель XM110 пройшла фінальне оперативне тестування у травні та червні 2007 року на базі Форт-Драм у Нью-Йорку за участю змішаного складу військових із сил спеціального призначення та снайперів, підготовлених у 10-й гірській дивізії. У квітні 2008 року солдати армії США з Task Force Fury в Афганістані першими отримали M110 у бойовій зоні. Військові високо оцінили зброю, відзначивши її якість і переваги напівавтоматичного механізму порівняно з гвинтівкою з поздовжньо-ковзним затвором M24. Корпус морської піхоти США також планує впровадити M110 для заміни деяких M39 та всіх Mk 11 як доповнення до M40A5.
Гвинтівка має амбідекстричні функції, такі як двосторонній важіль скидання магазина, перемикач запобіжника та затворну затримку.

## Оператори
- Багамські Острови[4]
- Беліз[4]
- Бенін[4]
- Бразилія[5]
- Бутан[4]
- Камерун[4]
- Чад[4]
- Чехія[4]
- Грузія: використовуються грузинськими спецпризначенцями[6].
- Угорщина[4]
- Ірак[4]
- Кенія[4]
- Латвія[4]
- Малайзія[7]
- Мексика[4]
- Молдова[8]
- Перу[4]
- Польща: використовуються спецвійськами Польщі[9].
- Румунія[4]
- Сенегал[4]
- Сінгапур[10]
- Словенія[4]
- Туніс[4]
- Туреччина[4]
- Україна: використовуються підрозділами ГУР, СБУ, ССО та нацгвардією[11]. Деякі іноземні солдати Міжнародного легіону використовували їх у бойових завданнях[11].
- США: використовуються підрозділами армії США та снайперами КМП[12].